# Ozámiz
Ozámiz, antes conocida por Misamis, (cebuano Dakbayan sa Ozamis, idioma filipino Lungsod ng Ozamis),  es una ciudad filipina de la provincia de Misamis Occidental. Según el censo de 2000, tiene 110.420 habitantes en 22.170 casas.
Ozámiz se llamó así en honor al senador José F. Ozámiz, un héroe de la resistencia filipina contra los japoneses durante la Segunda Guerra Mundial.

## Barangayes
Ozámiz se divide políticamente en 51 barangayes.
| - Aguada (población) - Banadero (población) - Bacólod - Bagakay - Balintawak - Baybay Sta. Cruz - Baybay Triunfo - Bongbong - Calabayan - Capucao C. - Capucao P. - Carangan - Catadman-Manabay - Cavinte - Cogon - Dalapang - Diguan | - Dimaluna - Embargo - Gala - Gango - Gotokan Daku - Gotokan Diot - Guimad - Guingona - Kinuman Norte - Kinuman Sur - Labinay - Labo - Lam-an - Liposong - Litapan - Malaubang - Manaka | - Maningcol - Mentering - Carmén (Misamis Annex) - Molicay - Stimson Abordo (Montol) - Pantaon - Pulot - San Antonio - Baybay San Roque - Sangay Daku - Sangay Diot - Sinuza - Tabid - Tinago - Trigos - 50.º Distrito (población) - Doña Consuelo |

## Historia
A mediados del siglo XIX, año de 1845, contaba con una población de 5850 almas; este pueblo estaba exento de tributos y solamente sus visitas pagan 514 tributos, que hacen 5140 reales de plata, equivalentes á 7400 reales de vellón.

"...MISAMIS; pueblo con cura y gobernadorcillo, de la isla de Mindanao, cabecera de la provincia de Misamis, diócesis de Cebú..."

"...SIT. en los 127° 50' long., 8° 23' 10" lat, en la costa setentrional de la isla y prov., en una lengua de tierra que se encuentra en la ensenada de Panguil. CLIMA cálido, pero saludable. ..."

"...Tiene este pueblo un anejo llamado Luculan; su administración espiritual se halla á cargo de los PP. Recoletos desde el año 17G9. En el dia tiene, con las de su visita, unas G72 casas, la parroquial, la de comunidad y la casa Real, donde habita el alcalde mayor de la prov. La igl. parr. es de buena fábrica y se halla bajo la advocación de la Concepción de Ntra. Sra.; está servida por un cura regular. En este pueblo suele estar á veces el presidio ó defensa militar de la prov..."

"... Confina el TEMÍ, por E. con el de Iligan que dista 8 leg. ; por 0. con el de Dapitan á 20 id., y por N. con el mar..."
Buzeta y Bravo, Tomo II, página MIS 339 MIS.

La provincia de Misamis, creada en 1818, formaba parte de la Capitanía General de Filipinas (1520-1898). Estaba dividida en cuatro partidos.
El Partido de Misamis comprendía los fuertes de Misamis y de Iligán además de Luculán e Initao.

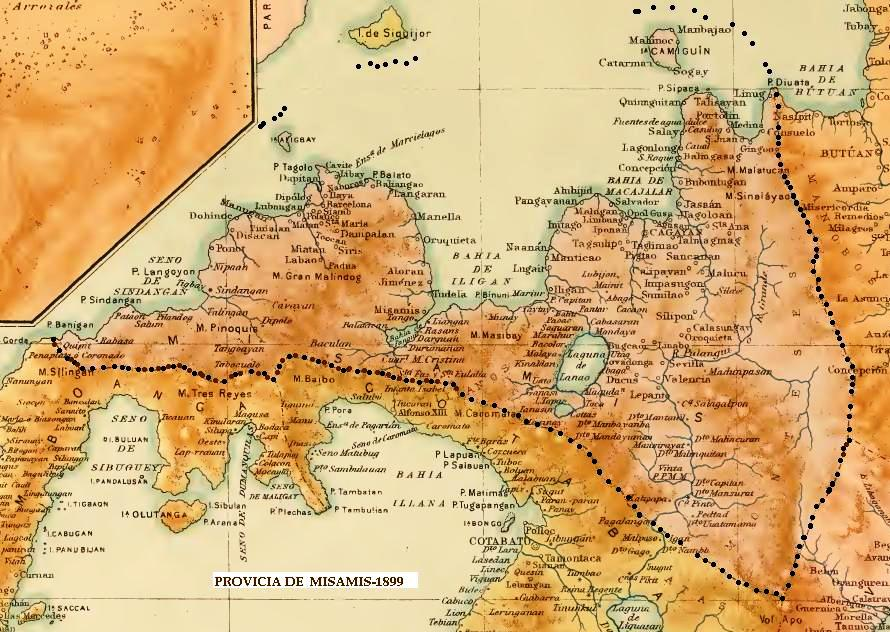
El Distrito 2.º de Misamis en 1899.

A principios del siglo XX la isla de Mindanao se hallaba dividida en siete distritos o provincias, uno de los cuales era el Distrito 2.º de Misamis, su capital era la villa de Cagayán de Misamis y del mismo dependía la comandancia de Dapitan.

### Ocupación estadounidense
El gobierno civil de la provincia de Misamis fue establecido el 15 de mayo de 1901.
El 2 de noviembre de 1929, durante la ocupación estadounidense de Filipinas, la  Misamis fue dividida en dos provincias: Misamis Oriental y Misamis Occidental.
Misamis Occidental comprende nueve municipios: Baliangao, López Jaén, Tudela, Clarín, Plaridel, Oroquieta, Alorán, Jiménez y Misamis.